# جيري فاندام
جيري فاندام (بالفرنسية: Jerry Vandam)‏ (مواليد 8 ديسمبر 1988 في فرنسا) لاعب كرة قدم فرنسي يلعب حاليا لصالح نادي الدرجة الأولى ليل الفرنسي منذ 2003 في مركز قلب الدفاع . .

## روابط خارجية
- جيري فاندام على موقع رابطة كرة القدم الفرنسية للمحترفين (الإنجليزية)
- جيري فاندام على موقع قاعدة بيانات كرة القدم.إي يو (الإنجليزية)
- جيري فاندام على موقع كووورة
- جيري فاندام على موقع AS.com (الإسبانية)